# Волчинский сельсовет
Во́лчинский сельсовет — административная единица на территории Каменецкого района Брестской области Белоруссии. Административный центр — деревня Волчин.

## Состав
Волчинский сельсовет включает 18 населённых пунктов:
- Величковичи — деревня.
- Волчин — деревня.
- Гремяча — хутор.
- Гремяча — деревня.
- Дубовое — деревня.
- Загородная — деревня.
- Костари — деревня.
- Котера — деревня.
- Крынки — деревня.
- Мельники — деревня.
- Новосёлки — агрогородок.
- Огородники — деревня.
- Орля — деревня.
- Паниквы — деревня.
- Рудавец — деревня.
- Сивки — деревня.
- Ставы — агрогородок.
- Ужики — деревня.